# Atammik
- Placering: 64°47′N 52°13′V / 64.783°N 52.217°V

Atammik (tidligere stavet Atangmik) er en grønlandsk bygd med 195 indb., (2022) i Qeqqata Kommune. Den er beliggende ved mundingen af Fiskefjorden i Vestgrønland i området for den tidligere Maniitsoq Kommune. Bygden ligger på fastlandet ca. 83 km syd for Maniitsoq og ca. 80 km. nord for Nuuk. 

## Social- og sundhedsvæsen
Skolen i Atammik, Atammiup atuarfia, har ca 23 elever som er fordelt i 5 klasser. I år 2000 blev en ny sportshal indviet. 
Atammik får lægebesøg fra Maniitsoq ca. hver anden måned. I løbet af to arbejdsdage ses typisk 30-40 patienter. Der foretages almindelig klinisk diagnostik inkl. gynækologiske undersøgelser. Arbejdet omfatter også mindre operation eroochirurgia minor. Planlagte fødsler foregår på sygehuset i Maniitsoq. Rutinemæssige spædbarnsundersøgelser og vaccinationer foregår på samme måde som i sundhedsplejen i Maniitsoq. De fortages af det lokale personale eventuelt i samarbejde med besøgende læge på bygdens sygeplejestatoon.

## Demografi
Som en af de få bygder i Grønland har bygden i de senere år oplevet en befolkningsfremgang. Bygden har desuden en stor andel børn.

## Erhverv
Fiskefjorden er et stort kompleks af fjorde og indsøer. De enorme mængder vand, som transporteres ud og ind af fjorden af tidevandet giver en meget kraftig strøm på de smalleste steder. 
Fra 2005-2010 drev mineselskabet Minelco ved Fiskefjorden en olivinmine med en moderne havn, havneanlæg, veje, knuseanlæg og en lille bygd, hvor de cirka 50-60 minearbejdere boede, ca. 40 km. fra Atammik. Olivin er et mineral, som hjælper til med at rense slagger fra jernmalmen der fortrinsvis benyttes i produktionen af stål. Minen ved Fiskefjorden producerede årligt to mio. ton olivin, der blev knust, sorteret og kvalitetssikret, inden det forlod den grønlandske vestkyst.